# Comodoro (kommun i Brasilien)
Comodoro är en kommun i Brasilien.   Den ligger i delstaten Mato Grosso, i den centrala delen av landet, 1 300 km väster om huvudstaden Brasília. Antalet invånare är 18 157.
I omgivningarna runt Comodoro växer i huvudsak städsegrön lövskog. Trakten runt Comodoro är nära nog obefolkad, med mindre än två invånare per kvadratkilometer.